# Morunasaurus peruvianus
Morunasaurus peruvianus là một loài thằn lằn trong họ Hoplocercidae. Loài này được Köhler mô tả khoa học đầu tiên năm 2003.